# Villarroya
Pour les articles homonymes, voir Villarroya (homonymie).
Villarroya est une commune de la communauté autonome de La Rioja, en Espagne.